# Anna Unterberger
Anna Unterberger, född 23 september 1985 i Bolzano, är en italiensk skådespelerska och sångerska.
Unterberger avlade 2009 examen vid Musik und Kunst Privatuniversität der Stadt Wien. Hon har bland annat medverkat i Schneewittchen muss sterben och Den gamle deckarräven. Inom teater har hon gjort roller i bland annat Aristofanes Lysistrate och Goethes Faust.